# 2011
سنة 2011م كانت سنة في التقويم الميلادي، بدأت يوم السبت.

## أحداث
- حصار درعا في الفترة ما بين 25 أبريل و5 مايو.
- 6 مايو: بدء حصار حمص والذي استمر إلى 21 مايو 2017.
- حصار بانياس في الفترة ما بين 7 مايو و14 مايو.
- حصار تلكلخ مايو 2011 في الفترة ما بين 14 مايو و19 مايو.
- حصار الرستن وتلبيسة في الفترة ما بين 28 مايو و4 يونيو.
- حصار اللاذقية في الفترة ما بين 13 أغسطس و19 أغسطس.
- حصار دماج في الفترة ما بين 15 أكتوبر و22 ديسمبر.
- 11 مايو : زلزال بقوة 5.2 على مقياس ريختر يضرب إسبانيا ويخلف 293 جريحا و9 قتيلا.
- 7 أبريل : زلزال يضرب اليابان ويخلف 296 جريحا و4 قتيلا.
- نهاية حرب العراق في 15 ديسمبر 2011 والتي بدأت في 20 مارس 2003.

### يناير

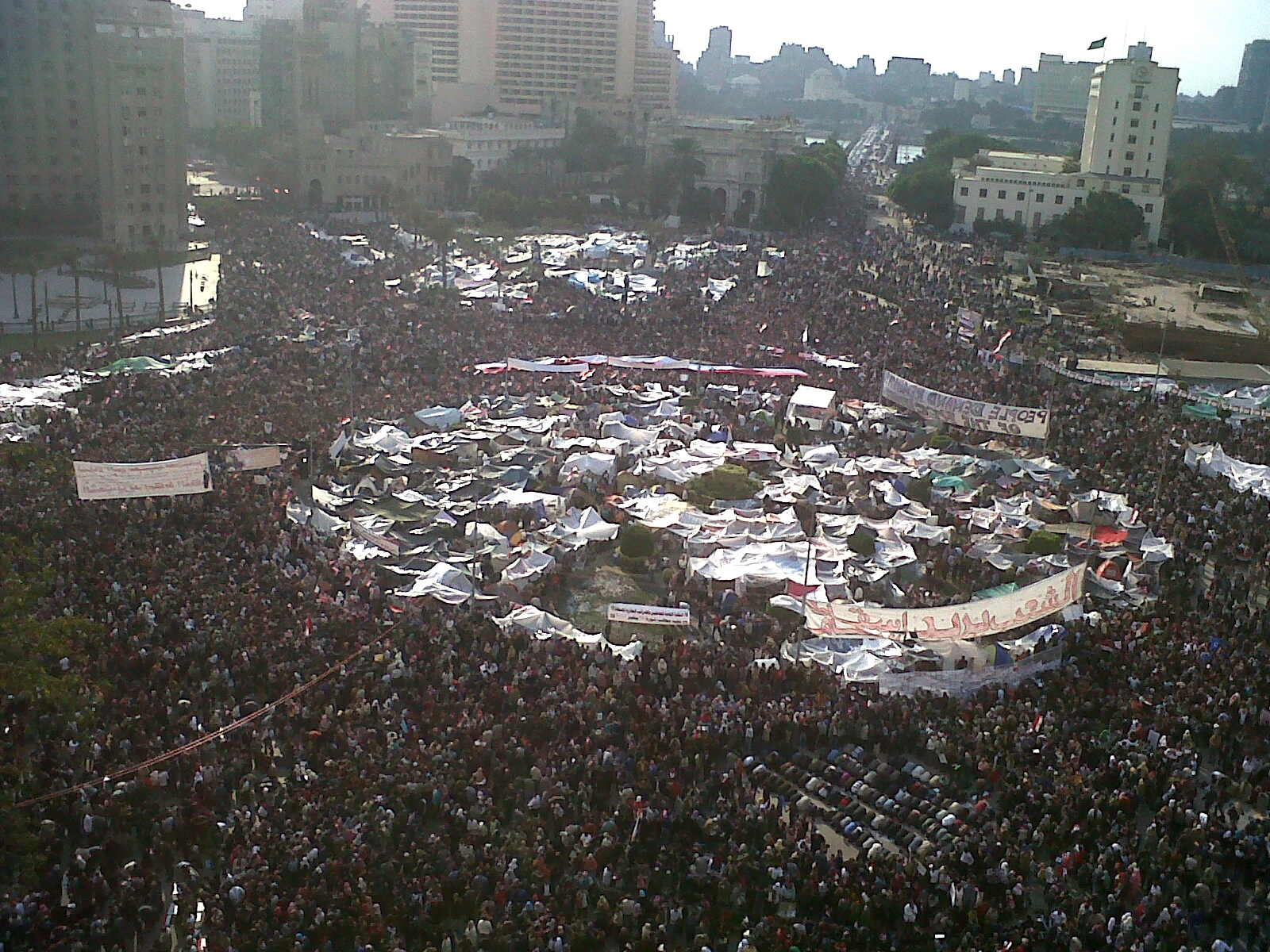
ميدان التحرير أثناء الثورة

- 1 يناير - تفجير استهدف كنيسة القديسين بمنطقة سيدي بشر بمدينة الإسكندرية وذلك بعد 20 دقيقة من بداية سنة 2011.
- 1 يناير - بداية رئاسة المجر للاتحاد الأوروبي.
- 1 يناير - تتوجه استونيا للتعامل باليورو.
- 7 يناير - انطلاق أول مباراة في كأس آسيا 2011 في قطر بين منتخب قطر ومنتخب أوزبكستان.
- 9 يناير - 15 يناير - استفتاء سكان جنوب السودان على الانفصال بالإقليم عن دولة السودان
- 11 يناير - فيضانات وانهيارات طينية بولاية ريو دي جانيرو البرازيلية، تقتل أكثر من 800 شخص
- 14 يناير - تنحي الرئيس السابق زين العابدين بن علي عن السلطة ومغادرته تونس إلى المملكة العربية السعودية.
- 18 يناير - ضرب باكستان زلزال بقوة 7.2 على مقياس ريختر وبعمق 84 كم وهز الهند وإيران ودبي والبحرين
- 17 يناير - تشكيل حكومة جديدة في تونس برئاسة الوزير الأول محمد الغنوشي شارك بها عدد من زعماء المعارضة.
- 21 يناير - قيام الاحتجاجات السعودية في إطار موجة الاحتجاجات العارمة التي اندلعت في عدة بلدان عربية مطلع عام 2011 م
- 24 يناير - مقتل 37 شخص على الأقل وإصابة 180 آخرين في تفجيرات بمطار دوموديدوفو الدولي بالعاصمة الروسية موسكو.
- 25 يناير - انتفاضة الشعب المصري وقيام الثورة المصرية احتجاجًا على الأوضاع المعيشية والسياسية والاقتصادية السيئة وكذلك على الفساد في ظل حكم الرئيس السابق حسني مبارك.
- 28 يناير - اليوم الرابع للثورة المصرية والذي سمي جمعة الغضب والذي شهد انهيار وانسحاب جهاز الشرطة المصرية وقتل ما يزيد عن 800 شهيد بواسطة الشرطة وفرض حظر التجوال ونزول الجيش لفرض الأمن.

### فبراير
- 3 فبراير - اندلاع الثورة اليمنية المنادية بسقوط نظام الرئيس اليمني علي عبد الله صالح.
- 11 فبراير - أعلن نائب الرئيس عمر سليمان في بيان قصير تنحي رئيس جمهورية مصر محمد حسني مبارك بعد 18 يومًا من اندلاع ثورة 25 يناير وبعد فترة حكم دامت 30 عاما.
- 14 فبراير - اندلاع حملة احتجاجات شعبية في البحرين.
- 17 فبراير - ليبيا ثورة 17 فبراير بمطالبات سياسية واقتصادية انطلقت شرارتها في مدينة بنغازي.
- 18 فبراير - ثورة البدون في الكويت لتحقيق مطالبهم بشهادة الميلاد والبطاقة المدنية وشهادة الوفاة.
- 22 فبراير - توعّد معمر القذافي في خطاب مطول المحتجين المطالبين برحيله حربهم حتى النهاية، وقال أنهم سيواجهون عقوبة الإعدام.

### مارس
- 11 مارس - ضرب زلزال عنيف بلغ 9.2 على مقياس ريختر، قبالة سواحل شرق اليابان مخلفًا أكثر من 1000 قتيل.
- 15 مارس - اندلاع الثورة السورية الشعبية متأثرة بموجة الاحتجاجات العارمة التي اندلعت في الوطن العربي مطلع عام 2011.
- 17 مارس - مجلس أمن الأمم المتحدة يصوت 10-0 لصالح فرض منطقة حظر طيران فوق ليبيا كرد فعل على ما اعتبر ممارسة عنف من الحكومة الليبية ضد المدنيين.
- 18 مارس - مجزرة جمعة الكرامة في صنعاء التي قتل فيها 52 من المعتصمين السلميين المناهضين لنظام علي عبد الله صالح في ساحة التغيير في أبشع مجزرة مصورة شهدتها الثورة اليمنية
- 19 مارس - مقاتلات نفاثة فرنسية تقوم بعمليات استطلاع في الأجواء الليبية كبداية للتدخل العسكري في ليبيا تحت قرار مجلس الأمن رقم 1973
- 21 مارس - الحدث الابرز في الثورة اليمنية بانشقاق الرجل الأقوى في الجيش اليمني لينقسم الجيش إلى قسم مؤيد للثورة بقيادة اللواء علي محسن الأحمر وقسم مؤيد للرئيس صالح بقيادة نجله أحمد علي عبد الله صالح

### أبريل

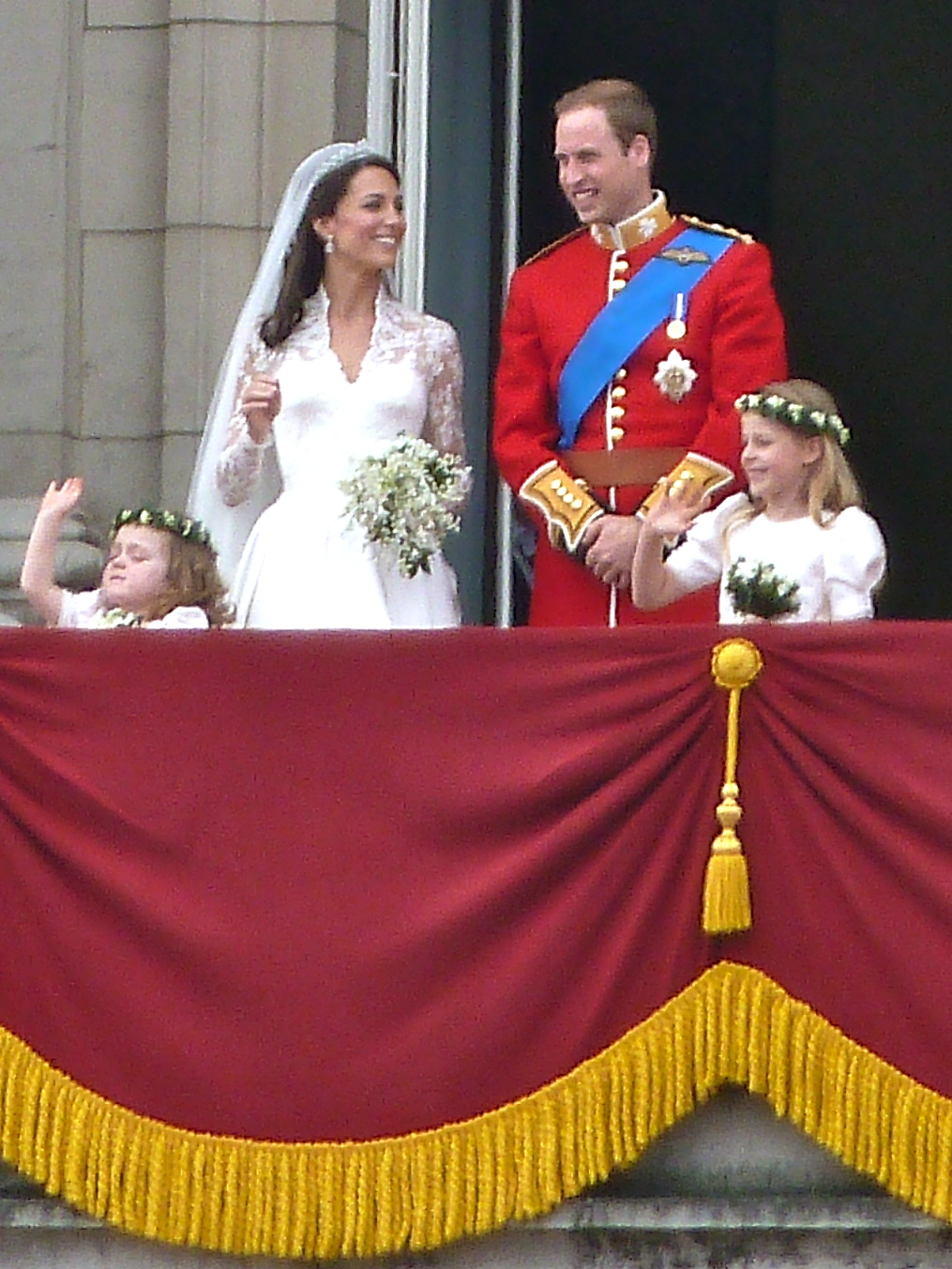
زفاف الأمير ويليام وكيت ميدلتون

- 29 أبريل - زفاف الأمير ويليام دوق كامبريدج وكيت ميدلتون.

### مايو
- 2 مايو - الولايات المتحدة تعلن هجومها بالتعاون مع المخابرات الباكستانية على زعيم تنظيم القاعدة أسامة بن لادن وقتله.
- 2 مايو - تفجير إرهابي في مدينة الحلة العراقية أدى إلى مقتل وإصابة 80 شخصا.
- 26 مايو - إلقاء القبض على قائد جيش صرب البوسنة السابق راتكو ملاديتش في صربيا والذي كان مطلوبًا في جرائم إبادة جماعية وجرائم ضد الانسانية وجرائم حرب.

### يونيو
- 4 يونيو - ثورة بركان شيلي مسببًا إلغاء للرحلات الجوية بأمريكا الجنوبية وأستراليا ونيوزيلاندا وإجلاء أكثر من 3000 شخص
- 5 يونيو - الرئيس اليمني علي عبد الله صالح يغادر البلاد متجهًا للسعودية للعلاج من إصاباته من جراء قصف استهدف القصر الرئاسي، والثوار اليمنيين يحتفلون بنقله صلاحياته لنائبه عبد ربه منصور هادي
- 12 يونيو - آلاف السوريين يفرون إلى تركيا إثر محاصرة جنود سوريين لمدينة جسر الشغور

### يوليو
- 6 يوليو - الموعد المقرر بمعرفة اللجنة الأولمبية للإعلان عن المدينة المنظمة ألعاب أولمبية شتوية 2018.
- 9 يوليو - إعلان استقلال جمهورية جنوب السودان عن جمهورية السودان.
- 14 يوليو - بدء احتجاجات الإسكان الإسرائيلية التي تطورت لتصبح أكبر احتجاجات شعبية في تاريخ إسرائيل.

### أغسطس
- 20 أغسطس - الثوار الليبيون يتمكنون من السيطرة على العاصمة الليبية طرابلس.

### سبتمبر
- 7 سبتمبر - تحطم طائرة لوكوموتيف ياروسلافل، أسفر الحادث عن مقتل 43 شخصًا.
- 18 سبتمبر - بلطجية نظام علي عبد الله صالح يرتكبون مجزرة جديدة في حي القاع بصنعاء بحق المعتصمين السلميين ضد نظام الرئيس صالح
- نهاية برنامج اكتشاف التيمز في لندن.

### أكتوبر
- 11 أكتوبر الإعلان عن اتمام صفقة تبادل اسرى بين حماس وإسرائيل بوساطة مصرية.
- 12 أكتوبر قابوس بن سعيد سلطان سلطنة عمان يفتتح دار الأوبرا السلطانية بمسقط لتكون أول دار أوبرا في منطقة الخليج.
- 18 أكتوبر بدأ عملية تبادل الاسرى حيث تم تسليم جلعاد شاليط إلى مصر فيما تسلم الصليب الأحمر الدولي 477 اسيرًا فلسطينيًا.
- 20 أكتوبر اعلان المجلس الانتقالي الليبي وفاة معمر القذافي.
- 23 أكتوبر انتخابات المجلس الوطني التأسيسي التونسي.
- 24 أكتوبر زلزال بلغت قوته 7.2 درجة بمقياس ريختر يضرب عدة مدن في جنوب شرقي تركيا.

### نوفمبر
- 19 نوفمبر حريق يحدث في مدرسة براعم الوطن بجدة أدى إلى وفاة 3 معلمات و46 إصابة.
- 23 نوفمبر الرئيس اليمني علي عبد الله صالح يوقع على المبادرة الخليجية التي تنص على تنازله عن السلطة بحضور الملك عبد الله بن عبد العزيز آل سعود في الرياض وقيادات حزب المؤتمر الشعبي العام الحاكم وأحزاب اللقاء المشترك المعارض يوقعون على الالية التنفيذية للمبادرة

### ديسمبر
- 4 ديسمبر - إهباط القوات العسکرية الإيرانية طائرة RQ-170 الأمريكية التي اخترقت حدود إيران الشرقية وكانت في مهمة لجهاز الاستخبارات الاميركية.
- 14 ديسمبر - هجوم مسلح في مدينة لييج البلجيكية يسفر عن مقتل 6 أشخاص.
- 15 ديسمبر - بدء انسحاب القوات الأمريكية من العراق بعد 9 سنوات من احتلاله.

## وفيات

### يناير
- 3 يناير -  إيفا شتريتماتر، كاتبة وشاعرة ألمانية (80 سنة).
- 4 يناير -
  -  نهاد شريف، روائي مصري (79 سنة).
  -  أحمد اليماني، قائد فلسطيني (86 سنة).
  -  علي رضا بهلوي، نجل شاه إيران محمد رضا بهلوي (44 سنة).
  -  محمد البوعزيزي، شاب تونسي أشعل الثورة التونسية ضد حكم الرئيس زين العابدين بن علي (26 سنة).
- 5 يناير -  محمد الدفراوي، ممثل مصري (90 سنة).
- 10 يناير -  بورا كوستيتش، لاعب كرة قدم صربي (80 سنة).
- 11 يناير -  صلاح الدين الحسيني، شاعر فلسطيني (76 سنة).
- 15 يناير -
  -  محمد الثبيتي، شاعر سعودي (59 سنة).
  -  نات لافتهوس، لاعب ومدرب كرة قدم إنجليزي (85 سنة).
- 25 يناير -  أرتو يافاناينن، لاعب هوكي جليد فنلندي (51 سنة).
- 29 يناير -  سالم النحاس، سياسي وكاتب أردني (70سنة).

### فبراير
- 2 فبراير -  أوال غول، مواطن أفغانستاني توفي داخل معتقل غوانتانامو الأمريكي.
- 5 فبراير -  عمر أميرلاي، مخرج سينمائي سوري (67 سنة).
- 6 فبراير
  -  أندريه شديد، كاتبة وشاعرة فرنسية (90 سنة).
  -  غاري مور، مغني بريطاني (58 سنة).
- 10 فبراير -  سعد الدين الشاذلي، عسكري مصري (90 سنة).
- 11 فبراير -  بو كاربيلان، كاتب وشاعر فنلندي (84 سنة).
- 12 فبراير -  صالح الراجحي، رجل أعمال سعودي (88 سنة).
- 22 فبراير -  نسيب البيطار، إعلامي إماراتي من أصول أردنية.
- 27 فبراير -  نجم الدين أربكان، رئيس وزراء تركيا (84 سنة).

### مارس
- 4 مارس -  سيمون فان دير مير، عالم فيزياء هولندي حاصل على جائزة نوبل في الفيزياء عام 1984 (85 سنة).
- 5 مارس -  ألبيرتو غرانادو، دكتور وكاتب أرجنتيني / كوبي (88 سنة).
- 6 مارس -  يان بوبلوهار، لاعب كرة قدم سلوفاكي (75 سنة).
- 10 مارس -  دوني جورج، عالم آثار عراقي.
- 12 مارس
  -  أمل سكر، ممثلة سورية (70 سنة).
  -  توفيق طوبي، سياسي من عرب 48 (88 سنة).
- 19 مارس -  محمد النبوس، صحفي ليبي (28 سنة).
- 21 مارس -  لاديسلاف نوفاك، لاعب ومدرب كرة قدم تشيكي (79 سنة).
- 23 مارس -  إليزابيث تايلور، ممثلة بريطانية (79 سنة).

### أبريل
- 4 أبريل -  جوليانو مير خميس، 52، ممثل ومخرج وناشط سياسي إسرائيلي.
- 5 أبريل -
  -  باروخ بلومبرغ، 85، طبيب أمريكي حاصل على جائزة نوبل في الطب عام 1976.
  -  محمد داغر، مصمم أزياء ومغني مصري.
- 6 أبريل -  ضياء الدين داوود، 85، سياسي مصري.
- 13 أبريل -  صيتة بنت عبد العزيز آل سعود، أميرة سعودية.
- 17 أبريل -  ناصر الخرافي، 67، رجل أعمال كويتي.
- 22 أبريل -  تشونغ ساي هو، 35، لاعب كرة قدم هونغ كونغي.
- 24 أبريل -  بيتر جرين، 91، مجدف كندي.

### مايو
- 2 مايو -  أسامة بن لادن، 54، زعيم تنظيم القاعدة.
- 4 مايو -  الشيخ خالد الأحمد الجابر الصباح، 76، وزير الديوان الأميري الكويتي السابق.
- 18 مايو -  حجي نسيم، معتقل أفغاني توفي داخل معتقل غوانتانامو الأمريكي.

### يوليو
- 4 يوليو -  سعاد محمد، 85، مطربة لبنانية مقيمة في مصر
- 13 يوليو -  حسن دكاك، 55، ممثل سوري.
- 28 يوليو -  عبد الفتاح يونس، 67، رئيس أركان الجيش الوطني الليبي في ثورة 17 فبراير، وعضو في حركة الضباط الوحدويون الاحرار ووزير داخلية سابق.

### أغسطس
- 2 أغسطس -  فؤاد غازي، مطرب سوري.

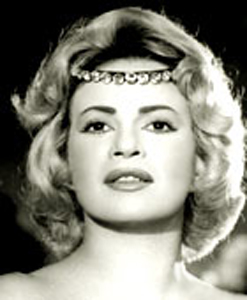
هند رستم

- 7 أغسطس -  حسن الأسمر, مطرب وممثل مصري
- 8 أغسطس -  هند رستم، ممثلة مصرية.
- 14 أغسطس
  -  شامي كابور، 79، ممثل هندي.
  -  طلعت زين, مطرب وممثل مصري.
- 21 أغسطس -  محمد بن عبد الله بن فيصل بن عبد العزيز آل سعود، أمير سعودي.
- 22 أغسطس -  كمال الشناوي, ممثل ومخرج مصري
- 22 أغسطس -  سفيان الشعري ممثل ومذيع وكوميدي تونسي

### سبتمبر
- 29 سبتمبر –  عبد النبي الجراري، موسيقار مغربي.

### أكتوبر

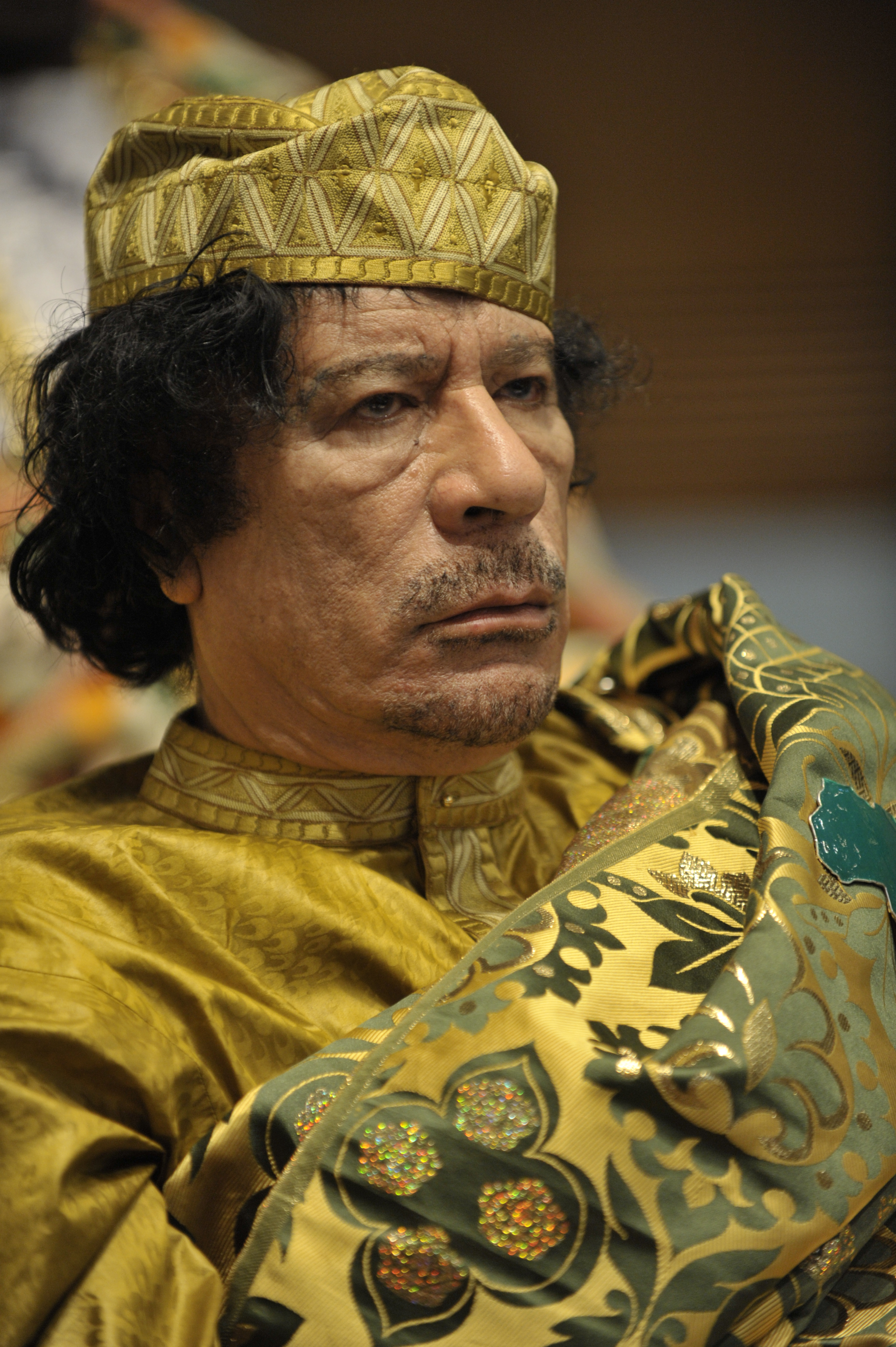
مقتل الرئيس معمر القذافي

- 3 أكتوبر -  مستورة الأحمدي، 35، شاعرة سعودية.
- 5 أكتوبر -  ستيف جوبز، 56، مهندس كمبيوتر أمريكي ومؤسس شركة أبل
- 7 أكتوبر -  مشعل تمو، 54، معارض سوري كردي.
- 11 أكتوبر -  تمام حسان، نحوي ولغوي مصري.
- 16 أكتوبر -  عمر الحريري، 85، ممثل مصري.
- 20 أكتوبر
  -  معمر القذافي، 69 عام، حاكم ليبيا.
  -  المعتصم القذافي، 34، نجل معمر القذافي.
  -  أبو بكر يونس، 59، وزير الدفاع الليبي.
- 21 أكتوبر -  أنيس منصور، 87، كاتب مصري.
- 22 أكتوبر -  سلطان بن عبد العزيز آل سعود، 86، ولي عهد السعودية.
- 23 أكتوبر -  أحمد أبو المعاطي، 72، قارئ مصري.

### نوفمبر
- 2 نوفمبر -  سيد عزمي ممثل مصري
- 8 نوفمبر -  خليل زينل ممثل كويتي
- 9 نوفمبر -  منصور المنصور ممثل كويتي
- 19 نوفمبر -  خيرية أحمد، ممثلة مصرية.
- 20 نوفمبر -  طلعت السادات، 57، سياسي مصري.
- 22 نوفمبر -  سفيتلانا ستالين، 83، ابنة ستالين.
- 26 نوفمبر -  عامر منيب، 48، مغني وممثل مصري.
- 28 نوفمبر -  رمضان خاطر, 48, ممثل وحكواتي مصري

### ديسمبر
- 1 ديسمبر -  كريستا فولف، كاتبة روائية ألمانية.
- 4 ديسمبر -  سقراط برازيليرو، لاعب كرة قدم برازيلي.
  -  عبد الحق أبو الخباب أحد مؤسسي الجماعة السلفية للدعوة والقتال بالجزائر
- 12 ديسمبر -  أحمد سامي عبد الله، ممثل مصري
- 15 ديسمبر -  كريستوفر هيتشنز، صحفي أمريكي.
- 17 ديسمبر -  كيم جونغ إل، رئيس كوريا الشمالية.
- 24 ديسمبر -  يوهانس خيسترز، مغني وممثل هولندي.

## جوائز عالمية

### جائزة نوبل
- في الفيزياء – الأمريكيون سول بيرلموتر وآدم ريس وبريان شميدت.[1]
- في الكيمياء – الإسرائيلي دانيال شيختمان.[2]
- في الطب – الأمريكي بروس بوتلر والفرنسي جول هوفمان والكندي رالف ستاينمان.[3]
- في الأدب – السويدي توماس ترانسترومر.[4]
- في السلام – الليبيريتين إلين جونسون سيرليف وليما غوبوي واليمنية توكل كرمان.[5]
- في الاقتصاد – الأمريكيان توماس ج سارجنت وكريستوفر ا سيمز.[6]

### جائزة الملك فيصل العالمية
- في خدمة الإسلام – رئيس وزراء ماليزيا السابق أحمد بدوي.
- في الدراسات الإسلامية – مناصفة بين التركي خليل إينالجك والأردني محمد عدنان بخيت الشياب
- في اللغة العربية والأدب – لم تمنح.
- في الطب – مناصفة بين الأمريكي جيمس ثومسون والياباني شينيا ياماناكا.
- في العلوم – مناصفة بين الأمريكيان جورج وايتسايدز وريتشارد زير.